# Sava Barcianu-Popovici

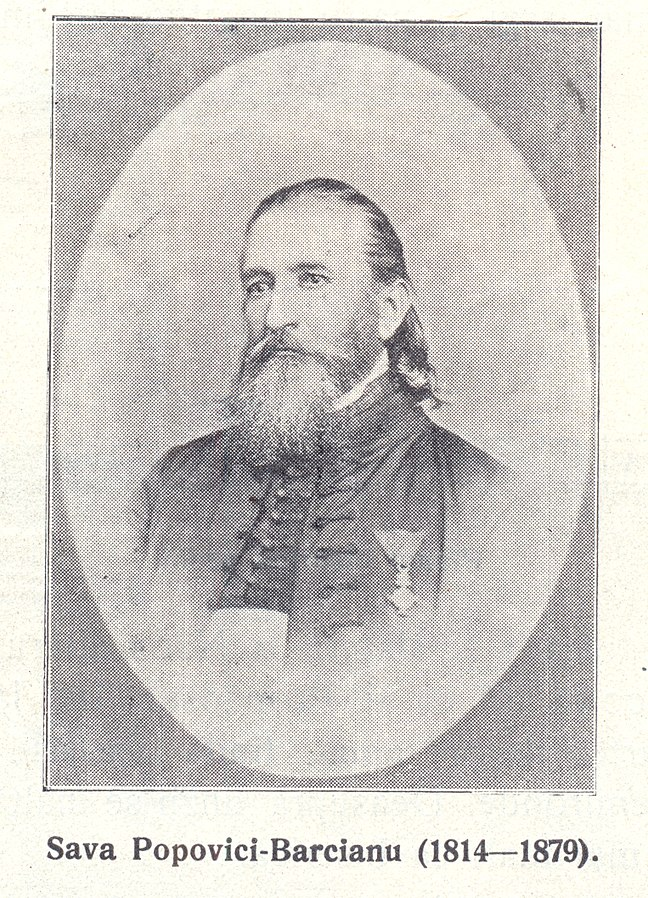
Sava Barcianu-Popovici (1915)

Sava Barcianu-Popovici (* 1814 in Rășinari; † 24. März 1879 ebenda) war ein rumänischer Kleriker, Romanist, Rumänist, Germanist, Grammatiker und Lexikograf.

## Leben und Werk
Barcianu besuchte Schulen in Hermannstadt und Klausenburg. Er studierte Theologie in Hermannstadt, dann Medizin und Technik in Wien. Von 1838 bis 1847 unterrichtete er in Răşinari, dann lehrte er als Professor Theologie in Hermannstadt. Ab 1839 war er Pfarrer, 1856 Pfarrer in der österreichischen Armee. 
Barcianu war Mitglied der 1861 gegründeten Asociaţia Transilvană pentru Literatura Română şi Cultura Poporului Român (ASTRA), die für das Aufkommen des rumänischen Nationalbewusstseins in Siebenbürgen von Bedeutung war.
Barcianu publizierte Wörterbücher und Grammatiken des Rumänischen und Deutschen.
Barcianu war korrespondierendes Mitglied der Rumänischen Akademie (1869).
In seiner Heimatstadt Rășinari trägt eine Schule seinen Namen.
Barcianu war der Vater des Intellektuellen und Politikers Daniel Popovici Barcianu (1847–1903).

## Werke
- (Übersetzer) Adunare de istorii morale alese, 2 Bde., Sibiu 1846–1848
  - Culegere de istorioare morale, Sibiu 1876
- Epistolar sau carte de învăţătură pentru deprinderea în corespondinţe şi scrisori, atât  private cât şi politice, Sibiu 1847, 1863
- Curs de aritmetică pentru folosul şi trebuiţa tinerimei române, Sibiu 1848
- Abţedar pentru folosul şcoalelor de legea greco-răsăriteană, Sibiu 1851, 1852, 1854
- Istoria biblicească, cu intrebări şi răspunsuri, Sibiu 1851

### Sprachwerke Rumänisch und Deutsch
- Gramatica română. Curs pregătitor pentru şcoalele secundare preparandii şi privaţi, Sibiu 1852
- Kurzgefasstes Conversations- und Wörterbuch der deutschen und romänischen Sprache, Sibiu 1852, 1857
- Gramatica românească pentru şcoalele populare. Walachische Grammatik für Volksschulen, Sibiu 1853, 1856, 1864
- Gramatica germană teoretică şi practică pentru uzul tinerimei române, Sibiu 1854, 1864, 1867, 1873
- Gramatica romînă-germană sau îndreptarea teoretico-practică spre a învăţa limba germană, Sibiu 1855
- Abecedar nemţesc pentru şcoalele populare, Sibiu 1856, 1867, 1871
- Theoretisch-praktische Grammatik der romänischen und deutschen Sprache. Zum Schul- und Selbstgebrauche, Sibiu 1858, 1862, 1871 (nach dem Vorbild von Andreas Joseph Fornasari-Verce, 1787–1865)
- Vocabulariui român-nemţesc, conpus şi înavuţit  cu mai multe mii de cuvinte nou introduse,  şi încetăţenite în limba română, Sibiu 1868
- Dicţionar român-german şi german-român.  Wörterbuch der romänischen und deutschen Sprache, Sibiu 1868–1886, 1888, 1900–1905
  - I. Româno-german, 1868, 1888, 1900, 1910
  - II. German-roman, Sibiu  1886, 1888, 1905